# South Normanton
South Normanton är en civil parish i Storbritannien.   Den ligger i distriktet Bolsover i grevskapet Derbyshire i riksdelen England, i den södra delen av landet, 190 km norr om huvudstaden London.